# Kaustifikace
Kaustifikace je reakce, při které z roztoků uhličitanů nebo síranů alkalických kovů působením hydroxidu vápenatého vznikají alkalické hydroxidy. Název pochází z anglického slova caustic – žíravý, rozumí se tím činit žíravým. 

## Využití
Historicky se proces kaustifikace využíval k průmyslové výrobě hydroxidu sodného pomocí hydroxidu vápenatého.
Na2CO3 + Ca(OH)2 → CaCO3 + 2 NaOH
Použití kaustifikace pro průmyslovou výrobu je datováno od roku 1853. Po roce 1900 se z důvodu rozvoje elektrolytické výroby hydroxidu sodného od ní začalo odstupovat, jelikož elektrolýzou lze získat daleko čistší produkt. V Česku skončila v roce 1967 a od roku 2011 není tento proces v Evropě obecně považován za ziskový. Naopak ve Spojených státech, kde se nacházejí ložiska uhličitanu sodného, tvořil v roce 2000 tento proces 1–2 % celkové světové výroby hydroxidu sodného.
Této reakce se teď spíše využívá pro zpracování odpadů z jiných reakčních procesů. Například, tradičně se využívá pro regeneraci (znovuzískání) hydroxidu sodného z uhličitanu sodného, který zbyl z výroby sulfátové buničiny. 

## Technologický postup
Kaustifikace v průmyslových závodech může být přetržitá (periodická) nebo plynulá (kontinuální).
Periodická kaustifikace probíhá v kaustifikační kádi, tzv. kaustifikátoru. Obsluha takového zařízení je pracnější, ale má nižší spotřebu proudu. Je to ocelová káď s míchadlem, která může být vytápěna. 
Do kádě se může vnášet buď roztok uhličitanu sodného nebo zelený louh (uhličitan sodný a sulfid sodný). K tomu se přidává pálené vápno nebo hydroxid vápenatý.   Při použití páleného vápna dochází jeho reakcí s vodou k převodu na hydroxid: 
CaO + H2O → Ca(OH)2
Tato reakce je exotermní, dojde při ní k uvolnění tepla. Kaustifikace je podpořena vyšší teplotou – pokud nestačí teplo z reakce páleného vápna, káď se může zahřívat. Pracuje se s přebytkem uhličitanu, reakce trvá kolem 2 hodin.
Od vzniklého hydroxidu sodného se uhličitan vápenatý odfiltruje. Roztok se odpaří a taví. Následně se toto může využít jako zdroj oxidu vápenatého anebo se to odvádí jako odpad.
U kontinuální kaustifikace se využívá speciálních zařízení, které vyžadují velký pracovní prostor. Nejsou ovšem tak náročné na obsluhu.

## Popis reakce
Kaustifikační reakce je zvratná, proto směr reakce záleží na reakčních podmínkách. Problematický je fakt, že uhličitan vápenatý, který se při této reakci vylučuje, má nižší rozpustnost (je nerozpustný) jak hydroxid vápenatý. Proto reakce běží spíš nežádoucím směrem.
K2CO3 + Ca(OH)2 ⇌ CaCO3 + 2 KOH
Reakce je příznivější, když se použijí barnaté nebo strontnaté sloučeniny, jelikož tam je příznivější rozdíl rozpustností.
Chemici Bödlander a Lieben podrobili kaustifikaci v roce 1905 studiím, díky kterým přišli na to, že zvýšení tlaku nezvyšuje výtěžek a vyšší teplota působí pro zředěné roztoky nepříznivě – vliv hydrolýzy uhličitanu vápenatého. 
Příznivých výsledků se dosahuje při práci se zředěnými roztoky a při nižších teplotách (do 70 °C, z důvodu vyššího výtěžku). Ovšem tehdy je reakční rychlost malá a sedimentace kalů pomalá.
Kaustifikační reakce probíhají i u síranů, ovšem jsou méně příznivé, jelikož sírany mají nižší rozpustnost, jak uhličitany.
K2SO4 + Ca(OH)2 ⇌ CaSO4 + 2 KOH